# OpenSSL
OpenSSL е свободна софтуерна библиотека, която имплементира протокола TLS (Transport Layer Security), предхождан от SSL (Secure Sockets Layer). Той е написан на езика C, изпълнява много криптографски примитиви и предоставя широк набор от функции и дефиниции. Има и шел интерфейси за други езици за програмиране. Има версии на Unix-подобни операционни системи (Solaris, Linux, Mac и BSD базирани системи), OpenVMS и Microsoft Windows. IBM предоставя поддръжка за i на OS/400.